# Kabinet-Kreisky IV
De Oostenrijkse Bondsregering-Kreisky IV regeerde van 5 juni 1979 tot 24 mei 1983. Het kabinet werd aangevoerd door bondskanselier Bruno Kreisky die al sinds 1970 dit ambt bekleedde en bestond - één minister uitgezonderd - uit louter ministers van de Sozialistische Partei Österreichs (SPÖ).
Fred Sinowatz, die in januari 1981 Hannes Androsch opvolgde als Vicekanselier werd na de parlementsverkiezingen van 24 april 1983 de nieuwe bondskanselier van Oostenrijk en vormde de bondsregering-Sinowatz.
In november 1979 en januari 1981 vonden er herschikkingen plaats.
| Bondsminister                   | Ambtsdrager | Partij     | Staatssecretaris |
| ------------------------------- | --- | ---------- | --- |
| Bondskanselier                  | Bruno Kreisky | SPÖ        | Franz Löschnak (SPÖ) Adolf Nussbaumer (SPÖ, tot 18 oktober 1982) Elfriede Karl (SPÖ, tot 5 november 1979) Johanna Dohnal (SPÖ, v.a. 5 november 1979) Ferdinand Lacina (SPÖ, v.a. 29 oktober 1982) |
| Vicekanselier                   | Hannes Androsch (ook minister van Financiën, tot 20 januari 1981) Fred Sinowatz (ook minister van Onderwijs, v.a. 20 januari 1981)                                                           | beide SPÖ  | |
| Sociale Zekerheid               | Gerhard Weißenberg (tot 1 oktober 1980) Herbert Salcher (1–9 oktober 1980 waarnemend) Alfred Dallinger (v.a. 9 oktober 1980)                                                                 | alle SPÖ   | Franziska Fast (SPÖ, v.a. 5 november 1979) |
| Buitenlandse Zaken              | Willibald Pahr | partijloos | |
| Binnenlandse Zaken              | Erwin Lanc | SPÖ        | |
| Onderwijs en Kunst              | Fred Sinowatz | SPÖ        | |
| Justitie                        | Christian Broda | SPÖ        | |
| Financiën                       | Hannes Androsch (tot 20 januari 1981 waarnemend) Herbert Salcher (v.a. 20 januari 1981) | SPÖ        | Elfriede Karl (SPÖ, v.a. 5 november 1979) Hans Seidel (partijloos, v.a. 20 januari 1981) |
| Land- en Bosbouw                | Günter Haiden | SPÖ        | Albin Schober (SPÖ) |
| Handel, Nijverheid en Industrie | Josef Staribacher | SPÖ        | Anneliese Albrecht (SPÖ, v.a. 5 november 1979) |
| Verkeer                         | Karl Lausecker | SPÖ        | |
| Landsverdediging                | Otto Rösch | SPÖ        | |
| Bouw en Techniek                | Josef Moser (tot 8 oktober 1979) Karl Lausecker (8 oktober – 5 november 1979 waarnemend) Karl Sekanina (v.a. 5 november 1979)                                                                | allen SPÖ  | Beatrix Eypeltauer (SPÖ, v.a. 5 november 1979) |
| Wetenschap en Onderzoek         | Hertha Firnberg | SPÖ        | |
| Volksgezondheid en Milieu       | Ingrid Leodolter (tot 8 oktober 1979) Hertha Firnberg (8 oktober – 5 november 1979 waarnemend) Herbert Salcher (van 5 november 1979 tot 20 januari 1981) Kurt Steyrer (v.a. 20 januari 1981) | allen SPÖ  | |

Renner · Figl I · Figl II · Figl III · Raab I · Raab II · Raab III · Raab IV · Gorbach I · Gorbach II · Klaus I · Klaus II · Kreisky I · Kreisky II · Kreisky III · Kreisky IV · Sinowatz · Vranitzky I · Vranitzky I · Vranitzky III · Vranitzky IV · Vranitzky V · Klima · Schüssel I · Schüssel II · Gusenbauer · Faymann I · Faymann II · Kern · Kurz I · Bierlein · Kurz II · Schallenberg · Nehammer · Stocker